# 33-я ракетная дивизия
33-я гвардейская ракетная Свирская Краснознамённая, орденов Суворова, Кутузова и Александра Невского дивизия (33 рд, в/ч 14225) — воинское соединение в составе 43-й ракетной армии ракетных войск стратегического назначения ВС СССР Вооружённых сил СССР.
Ежегодный праздник дивизии-19 марта — в честь первого залпа бригады по врагу в 1943 году.

## История
В феврале 1943 года в районе деревни Бабаново Мгинского района Ленинградской области оперативная группа ГМЧ (гвардейских миномётных частей) Волховского фронта приступила к формированию 7-й гвардейской миномётной бригады в составе 4-х (509-го, 512-го, 573-го и 574-го) дивизионов. До 1 марта формирование бригады было завершено. 9 марта на основании приказа ставки верховного главнокомандования бригаде вручено Боевое знамя.
19 марта 1943 года в 8 часов 12 минут прогремел первый залп гвардейских миномётов М-31 («Катюша») 7-й гвардейской миномётной бригады.
1 октября 1959 года 7-я гвардейская миномётная бригада 10-й артиллерийской дивизии прорыва РГВК переформирована в 15-ю гвардейскую Свирскую Краснознамённую орденов Суворова, Кутузова и Александра Невского инженерную бригаду РГВК (директива ЗМО от 1 августа 1959 года № 007600038). Инженерная бригада сформирована в составе двух (396-го и 398-го) инженерных полков и двух (981-й и 982-й) подвижных ремонтно-технических баз.
1 июня 1960 года управление 15-й инженерной бригады переформирован в управление 33-й ракетной дивизии с дислокацией в городе Мозыре (Белоруссия). Здесь же разместился 443-й отдельный батальон связи. К несению боевого дежурства допущены 18 из 32 стартовых батарей. Боевыми расчётами проведены два пуска учебно-боевых ракет Р-12 с полигона Капустин Яр.
1 декабря 1960 года сформированы 404-й Городокский орденов Суворова, Кутузова и Александра Невского ракетный полк и 1513-я РТБ с дислокацией в городе Гомеле (Белоруссия). 1 декабря 1961 года сформированы 104-й рп и 842-я ртб с дислокацией в военном городке Лапичи Осиповичского района. К боевому дежурству допущены 35 из 40 боевых расчётов. Проведено пять учебно-боевых пусков ракет с полигона Капустин Яр. Время подготовки ракет к пуску сокращено с 22 до 15 часов.
В сентябре 1962 года из состава дивизии выбыли 85-й и 104-й ракетные полки, а также 857-я и 842-я ртб. 1 октября 1961 года на базе 369-го и 396-й рп сформирован 156-й отдельный ракетный полк (орп). На базе 966-й и 981-й ртб сформирована 3660-я ремонтно-техническая бригда. Обе части дислоцировались в посёлке Житковичи. В дальнейшем предусматривалась передислокация этих частей на территорию ГДР, однако, в связи с постановкой на боевое дежурство ракет Р-14 (8К65) с большей дальностью стрельбы, чем у ракет Р-12, необходимость в передислокации полка в ГДР отпала. Приказом главкома РВ от 12 июля 1962 года 156-й отдельный ракетный полк был расформирован, а его подразделения возвращены в состав 369-го и 396-го ракетных полков.
Приказом министра обороны СССР от 19 марта 1970 года 33-я ракетная дивизия включена в состав 43-й ракетной армии (г. Винница).
В 1975 году дивизия приступила к освоению подвижного грунтового ракетного комплекса «Пионер». В том же году для обеспечения дивизии и её частей была сформирована 212-я отдельная вертолётная эскадрилья (овэ) в составе двух звеньев по три вертолёта Ми-8 в каждом звене. Позже в штат эскадрильи была включена звено, состоящее из двух вертолётов Ми-9. В 1993 году эскадрилья была расформирована.
В январе 1976 года 396-й рп переведён на штат ПГРК «Пионер». В том же году сняты с боевого дежурства 369-й рп и 966-я ртб на РК Р-12. 966-я ртб расформирована. 369-й рп переведён на штат ПГРК «Пионер». В составе 33-й рд созданы отдельный инженерно-сапёрный батальон (оисб) и отдел капитального строительства (ОКС).
31 августа 1976 года впервые в РВСН на боевое дежурство на подвижном грунтовом ракетном комплексе «Пионер» заступили: управление 33-й ракетной дивизии, 443-й узел связи дивизии, 396-й рп с шестью СПУ, 982-я ртб.
17 декабря 1976 года вторым в 33-й рд и третьим в РВСН на боевое дежурство с шестью СПУ заступил 369-й рп. В 1977 году 396-й и 369-й ракетные полки заступили на боевое дежурство девятью пусковыми установками в каждом полку на ПГРК 15П653 (РСД-10М).
В 1978 году в городе Мозыре по новым штатам сформированы: 534-я техническая ракетная база (трб), 445-я отдельная группа регламента средств боевого управления и связи (ОГР СБУС), 668-я база материально-бытового обеспечения (бмбо), 314-й узел комплексного технического контроля (УКТК), 500-й военный госпиталь (ВГ) и 91-я отдельная автомобильная рота.
В 1979 году в 33-й ракетной дивизии по штатам ПГРК «Пионер» сформированы: 971-й воздушный запасной командный пункт (ВЗКП), 46-я станция фельдъегерской почтовой связи (СФПС). В июне того же года 404-й рп переведён на штат ПГРК «Пионер».
В феврале 1980 года 306-й ракетный полк 50-й ракетной армии передан в состав 33-й ракетной дивизии 43-й ракетной армии. Полк снят с боевого дежурства с РК Р-12. 1 сентября того же года 306-й рп переформирован на штат РК РСД-10М и отправлен для переучивания и получения техники на полигон Капустин Яр. В составе дивизии сформирован 286-й вычислительный центр (ВЦ).
В 1982 году дивизия награждена вымпелом министра обороны СССР «За мужество и воинскую доблесть» и переходящим Красным знаменем военного совета РВСН. С 1982 по 1987 годы этот переходящее Красное знамя вручалось дивизии ежегодно, а в 1984 и 1987 годах оставлено на вечное хранение.
В период с 1 ноября по 1 декабря 1988 года 396-й ракетный полк переформирован в ракетный полк с ракетным комплексом «Тополь». В 1989 году на РК «Тополь» оснащены 306-й, 369-й и 404-й ракетные полки, а 398-й ракетный полк в феврале 1990 года расформирован.
До 1 декабря 1994 года 306-й рп и 396-й рп передислоцированы на территорию России, в посёлок Выползово, где и были расформированы. В сентябре 1995 года расформирован 404-й рп. Последний из ракетных полков дивизии (369-й) расформирован в марте 1997 года, а в мае этого же года расформировано управление 33-й ракетной дивизии.

## Состав
- По состоянию на 1961 год:
  - 85-й гвардейский ракетный Смоленско-Берлинский Краснознамённый полк, в/ч 18279 (г. Пинск Брестской области) с ПУ Р-12;
  - 104-й Саратовский полк, в/ч 55555 (Лапичи Могилёвской области), без вооружения;
  - 369-й гвардейский ракетный Владимир-Волынский ордена Богдана Хмельницкого полк, в/ч 42691, позывной «Сад» (г. Житковичи) с ПУ Р-12;
  - 396-й ракетный полк, в/ч 14248, позывной «Пахарь» (д. Мышанка Петриковского района);
  - 398-й ракетный полк, в/ч 14273, позывной «Гален» (д. Козенки Мозырского района) с ПУ Р-12;
  - 404-й Городокский орденов Суворова, Кутузова, Александра Невского полк, в/ч 54140, позывной «Шлак» (г. Гомель) с ПУ Р-12.

- По состоянию на 1985 год:
  - 306-й ракетный полк, позывной «Диван», в/ч 23464 (г. Слуцк) с ПУ ПГРК «Пионер»;
  - 369-й ракетный полк с ПУ РСД-10 Пионер;
  - 396-й ракетный полк с ПУ РСД-10 Пионер;
  - 398-й ракетный полк с ПУ РСД-10 Пионер;
  - 404-й ракетный полк с ПУ РСД-10 Пионер.

- По состоянию на 1990 год:
  - 306-й ракетный полк с ПУ «Тополь»;
  - 369-й ракетный полк с ПУ «Тополь»;
  - 396-й ракетный полк с ПУ «Тополь»;
  - 398-й ракетный полк с ПУ «Тополь»;
  - 404-й ракетный полк с ПУ «Тополь».

Кроме вышеуказанных, в состав дивизии в разное время входили:
- 966-я ремонтно-техническая база (придана 369-му ракетному полку);
- 981-я ремонтно-техническая база (придана 396-му ракетному полку);
- 982-я ремонтно-техническая база (придана 398-му ракетному полку);
- 1513-я ремонтно-техническая база (придана 404-му ракетному полку);
- 534-я техническая ракетная база;
- 739-й узел связи.

## Командиры дивизии
- 30.09.1959 г. — 31.03.1966 г. — генерал-майор Осюков Григорий Лаврентьевич;
- 31.03.1966 г. — 17.12.1974 г. — генерал-майор Мерзляков Григорий Михайлович;
- 17.12.1974 г. — 9.12.1980 г. — генерал-майор Бородунов Евгений Семёнович;
- 9.12.1980 г. — 6.08.1987 г. — генерал-майор Моложаев Игорь Ильич;
- 6.08.1987 г. — 29.06.1990 г. — генерал-майор Ющенко Валерий Пименович;
- 29.06.1990 г. — 6.08.1994 г. — генерал-майор Кунарев Геннадий Александрович;
- 6.08.1994 г. — 14.06.1995 г. — полковник Коваленко Геннадий Николаевич;
- 14.06.1995 г. — 3.09.1996 г. — полковник Увакин Владимир Дмитриевич.

## Награды и почётные наименования
- Свирская — приказ ВГК СССР от 2.07.1944 года;
- — указ ПВС СССР от 29.09.1943 года;
- — указ ПВС СССР от 4.07.1945 года;
- — указ ПВС СССР от 14.11.1944 года;
- — указ ПВС СССР от 17.05.1945 года.